# Valérie Alma-Marie
Pour les articles homonymes, voir Alma et Marie.
Valérie Alma-Marie est le nom de plume d'une écrivaine française (Valérie Dupont), née le 19 mars 1959 à Toulouse et auteur de romans historiques et d'essais. Elle est essentiellement connue pour ses deux principaux romans La Licorne et les Trois Couronnes et Le Griffon de Pavie, qui ont été traduits en langues étrangères.

## Biographie
En janvier 1995, son premier roman La Licorne et les Trois Couronnes, un roman de cape et d'épée, est publié aux éditions Belfond. 
Le livre est sélectionné la même année pour le Prix Madame Europe-Club Vrai, l'un des prix décernés à la Foire du livre de Saint-Louis à cette époque ; il est finaliste[réf. souhaitée], mais le prix reviendra finalement à Anne Cuneo. Il est également en sélection au 9e Festival du premier roman de Chambéry en 1996.
Une suite, intitulée Le Griffon de Pavie est publiée la même année.
Les deux ouvrages figurent dans le catalogue de Le Grand Livre du mois. Au Canada, ce sont Les Éditions Libre Expression qui les publient en 2000,.
Ils sont traduits en russe et en slovaque.
En Russie, les Éditions Cron Press éditent La Licorne et les Trois Couronnes  avec l' (ISBN 5-232-00244-9), en 15 000 exemplaires.
En Slovaquie, les éditions Ikar l'éditent sous le titre de Jednorozec, entre 1997 et 1999. 
Toujours en Slovaquie, la suite du Griffon de Pavie est également publiée, et cette série comprend finalement 6 tomes.
En 2008 les Éditions Clara Fama rééditent La Licorne et les Trois Couronnes et Le Griffon de Pavie, ainsi que la suite de la série qui se déroule en quatre autres volumes.
Chez le même éditeur, Valérie Alma-Marie est également l'auteur du roman Le Drakkar et la Corne d'or, roman qui brosse la rencontre d'une Byzantine et de Varègues dans le Sviariki (Suède) du IXe siècle.
En 2011, elle publie un essai, La Grande Déesse : Dieu a été Femme, suivi d'un autre en 2012, Sages, Mystiques et Savantes : Les Initiées. Et enfin en 2014, Civilisations du Sourire : des Mondes où les Femmes règnent 
Sous son véritable nom, Valérie Alma-Marie a également publié chez d'autres éditeurs, dont un livre traduit en brésilien en 2003.[réf. nécessaire]

## Œuvres

### Essais
- La Grande Déesse : Dieu a été Femme , Éditions Clara Fama, 2011.   (ISBN 978-2-917794-14-2).
- Sages, Mystiques et Savantes : Les Initiées, Éditions Clara Fama, 2012.   (ISBN 978-2-917794-16-6).
- Civilisations du Sourire : Des  mondes où les Femmes règnent, Editions Clara Fama, 2014  (ISBN 978-2-917794-18-0)

### Romans
- La Licorne et les Trois Couronnes, Éditions Belfond 1993.  (ISBN 2-7144-3243-3). Éditions Clara Fama 2008 (en deux tomes)  (ISBN 978-2-917794-00-5) et  (ISBN 978-2-917794-01-2).
- Le Griffon de Pavie, Éditions Belfond 1995.  (ISBN 2-7144-3309-X). Éditions Clara Fama 2008 (en deux tomes)  (ISBN 978-2-917794-02-9) et  (ISBN 978-2-917794-03-6);
- Единорог и три короны М. Изд. дом "КРОН-пресс" 1996
- Sur ordre du Roy, 2008.  (ISBN 978-2-917794-04-3).
- La Cavalière à la dague d'argent, 2008.  (ISBN 978-2-917794-05-0).
- Le Joyau du corsaire, 2008.  (ISBN 978-2-91779-406-7).
- Le Boucher d'Hermannstadt, 2008.  (ISBN 978-2-917794-07-4).
- Le Drakkar et la Corne d'or, tomes 1 et 2, 2008.  (ISBN 978-2-917794-08-1) et  (ISBN 978-2-917794-08-1).